# Bambel Gabungan
Bambel Gabungan is een bestuurslaag in het regentschap Aceh Tenggara van de provincie Atjeh, Indonesië. Bambel Gabungan telt 708 inwoners (volkstelling 2010).